# Saint-Georges (métro de Paris)
Pour les articles homonymes, voir Saint-Georges.
Saint-Georges est une station de la ligne 12 du métro de Paris, située dans le 9e arrondissement de Paris.

## Situation
La station se situe sous la place Saint-Georges, au cœur du quartier administratif éponyme, les quais étant établis en palier au nord de celle-ci, en courbe selon l'axe de la rue Notre-Dame-de-Lorette d'une part et la rue Henry-Monnier d'autre part. Approximativement orientée selon un axe nord-ouest/sud-est, elle s'intercale entre les stations Pigalle et Notre-Dame-de-Lorette, cette dernière étant précédée de deux courbes parmi les plus serrées du réseau, de seulement 50 mètres de rayon.

## Histoire
La station est ouverte le 8 avril 1911 avec la mise en service du premier prolongement de la ligne A de la Société du chemin de fer électrique souterrain Nord-Sud de Paris (dite Nord-Sud) depuis son terminus initial de Notre-Dame-de-Lorette jusqu'au terminus provisoire de Pigalle.
Elle doit sa dénomination à son implantation sous la place Saint-Georges, ainsi nommée du fait de sa situation au débouché de la rue Saint-Georges, au sein du quartier éponyme, ces voies rendant hommage au martyr du IVe siècle Georges de Lydda, couramment appelé saint Georges.
Le 27 mars 1931, la ligne A devient l'actuelle ligne 12 du métro à la suite de l'absorption de la société du Nord-Sud le 1er janvier 1930 par sa concurrente, la Compagnie du chemin de fer métropolitain de Paris (dite CMP), qui gère la concession de l'essentiel des autres lignes du réseau.
Dans le cadre de l'opération « Renouveau du métro » de la RATP, la station est rénovée le 31 octobre 2003. À cette occasion, la faïence sur les quais est renouvelée dans un style librement inspiré de la décoration « Nord-Sud » d'origine, dont il s'affranchit d'une partie des codes graphiques caractéristiques. Saint-Georges est depuis lors une des rares anciennes stations du Nord-Sud dont la modernisation d'après ce programme ne respecte pas le style originel à la lettre, avec Assemblée nationale et Rennes sur la même ligne ainsi que la station Saint-Lazare des lignes 12 et 13.

### Fréquentation
Selon les estimations de la RATP, la station a vu entrer 1 135 274 voyageurs en 2019, ce qui la place à la 289e position des stations de métro pour sa fréquentation sur 302,. En 2020, avec la crise du Covid-19, son trafic annuel tombe à 523 670 voyageurs, ce qui la classe alors au 288e rang sur 304,, avant de remonter progressivement en 2021 avec 751 555 entrants comptabilisés, la reléguant à la 290e position des stations du métro pour sa fréquentation sur 304 cette année-là.

## Services aux voyageurs

### Accès
La station dispose de deux accès constitués d'escaliers fixes qui, par manque de place, sont chacun pris sur le jardinet d'un des immeubles de la place Saint-Georges, relativement petite, et établis en courbe — cas rare sur le réseau — afin de respecter l'environnement architectural :
- l'accès no 1 « Place Saint-Georges », surmonté d'un signal rouge « METROPOLITAIN » et permettant un accès direct au quai en direction de Mairie d'Aubervilliers uniquement, se situant à l'est de la place précitée, sur la parcelle du no 28 ;
- l'accès no 2 « Rue Notre-Dame-de-Lorette », attenant au no 27 de la place, se trouvant au sud-ouest de celle-ci ; cette entrée débouche sur la salle de distribution des titres de transport, qui est établie directement au niveau des quais, faisant ainsi partie des rares halls d'accueil de stations souterraines où la lumière du jour et le passage des rames de métro sont en covisibilité.

Accès à la station
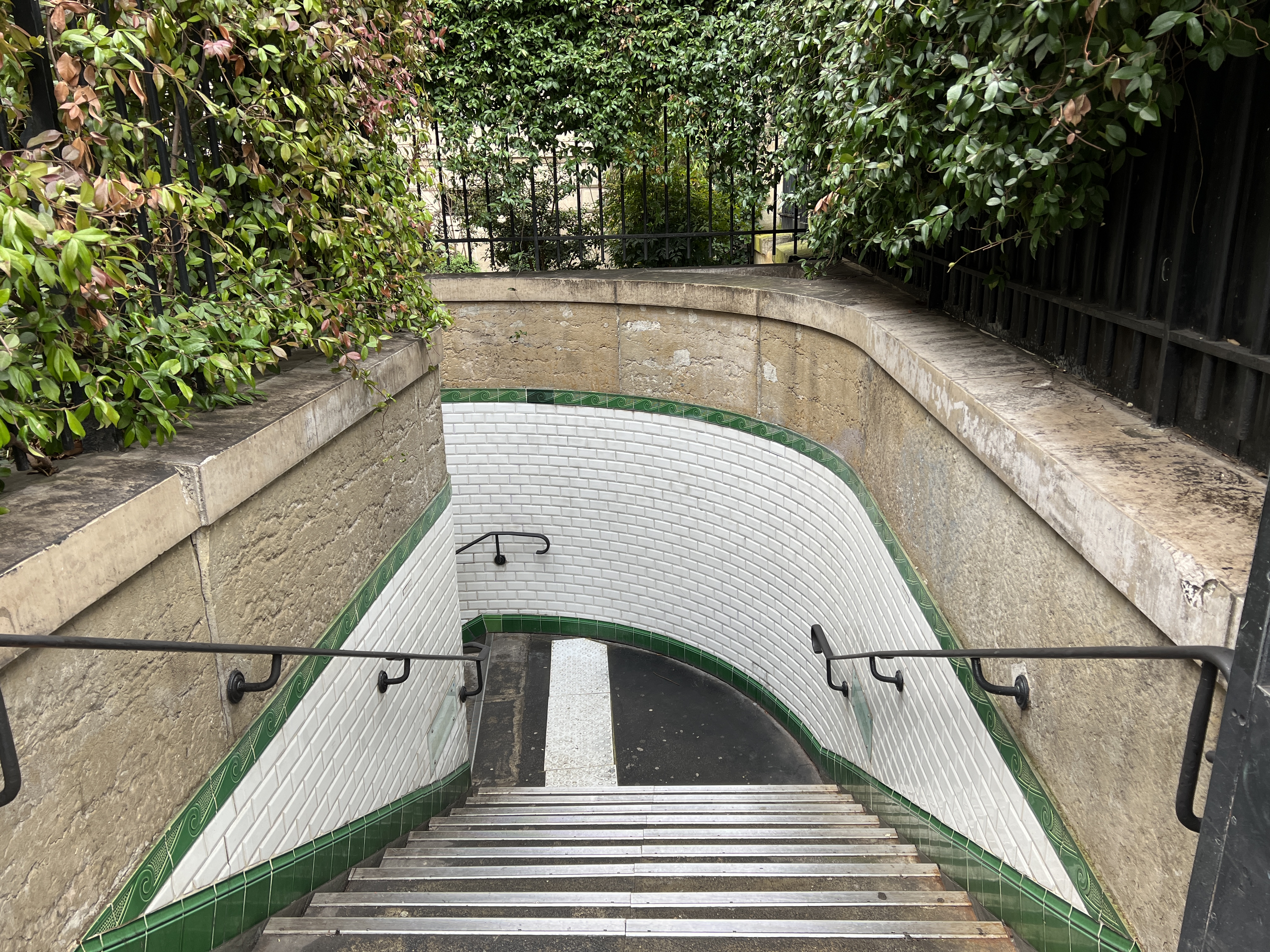
L'accès 1 « Place Saint-Georges ».
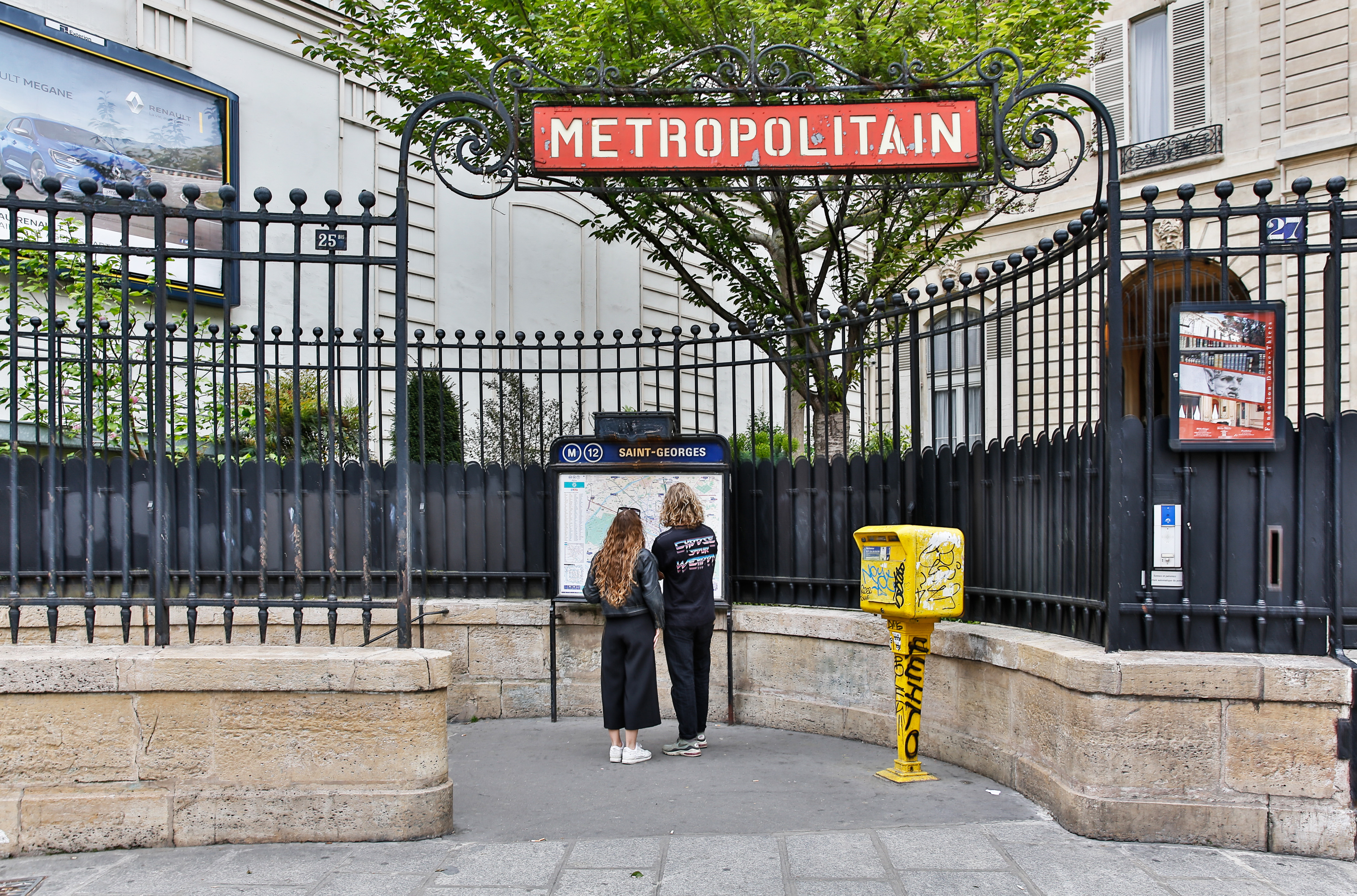
L'accès no 2, « Rue Notre-Dame-de-Lorette ».

### Quais
Saint-Georges est une station de configuration particulière pour le métro de Paris : du fait de sa construction à travers un terrain instable, elle possède deux quais, d'une longueur conventionnelle de 75 mètres, encadrant les deux voies du métro, elles-mêmes séparées par un piédroit central déterminant deux demi-stations, en courbe à leur extrémité nord. Ce mur porteur est ajouré de multiples arcades fermées par des grillages métalliques.
La décoration appliquée lors de la rénovation de 2003 s'inspire librement du style « Nord-Sud » originel : les carreaux en céramique blancs biseautés recouvrent les piédroits, la voûte ainsi que les tympans, comme à l'origine ; en revanche, les cadres publicitaires en faïence à motifs végétaux et les entourages du nom de la station avec lettres « NS » entrelacées sont de couleur verte (teinte habituellement réservée aux stations en correspondance et aux terminus, rompant ainsi avec le code couleur défini à l'origine) au lieu du marron initial, tandis que le nom, s'il est toujours incorporé dans la faïence en blanc sur fond bleu, est de taille réduite (soit un format équivalent aux plaques émaillées de nombreuses autres stations du réseau) et ne figure plus également au-dessus des cadres publicitaires. C'est la seule station du métro de Paris à avoir adopté ce style décoratif atypique.
En outre, contrairement à la plupart des stations aménagées en style Nord-Sud, elle est éclairée par deux bandeaux blancs et arrondis dans le style « Gaudin » du renouveau du métro des années 2000, et non par des bandeaux-tubes suspendus, particularité que l'on retrouve également à la station Volontaires sur la même ligne depuis sa rénovation achevée en 2019. Des cadres publicitaires en métal peint en vert sont par ailleurs disposés sur le piédroit axial à ses extrémités, et les sièges sont de style « Motte » de couleur verte également.

Quais de la station
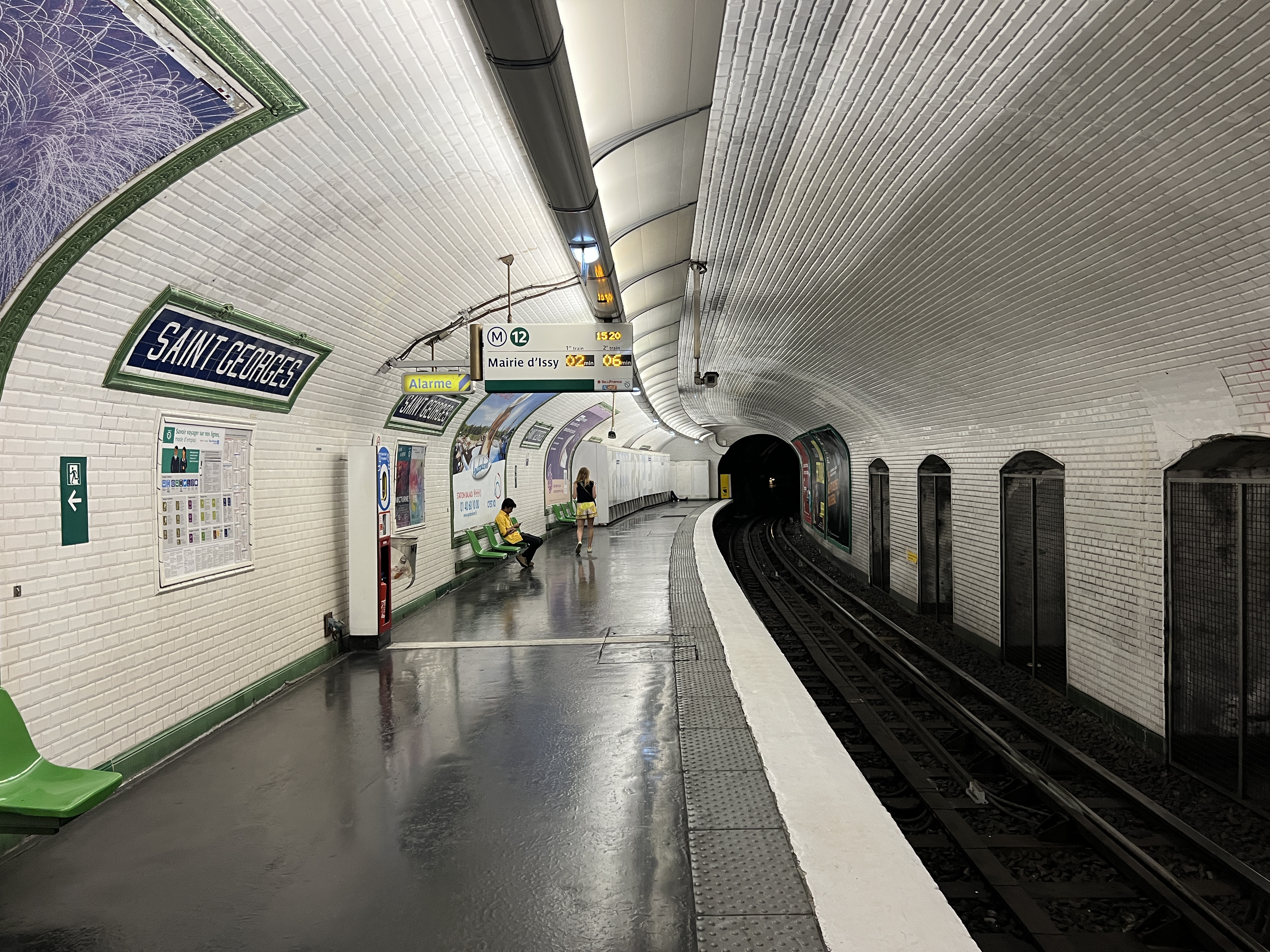
Vue du quai en direction de Mairie d'Issy.
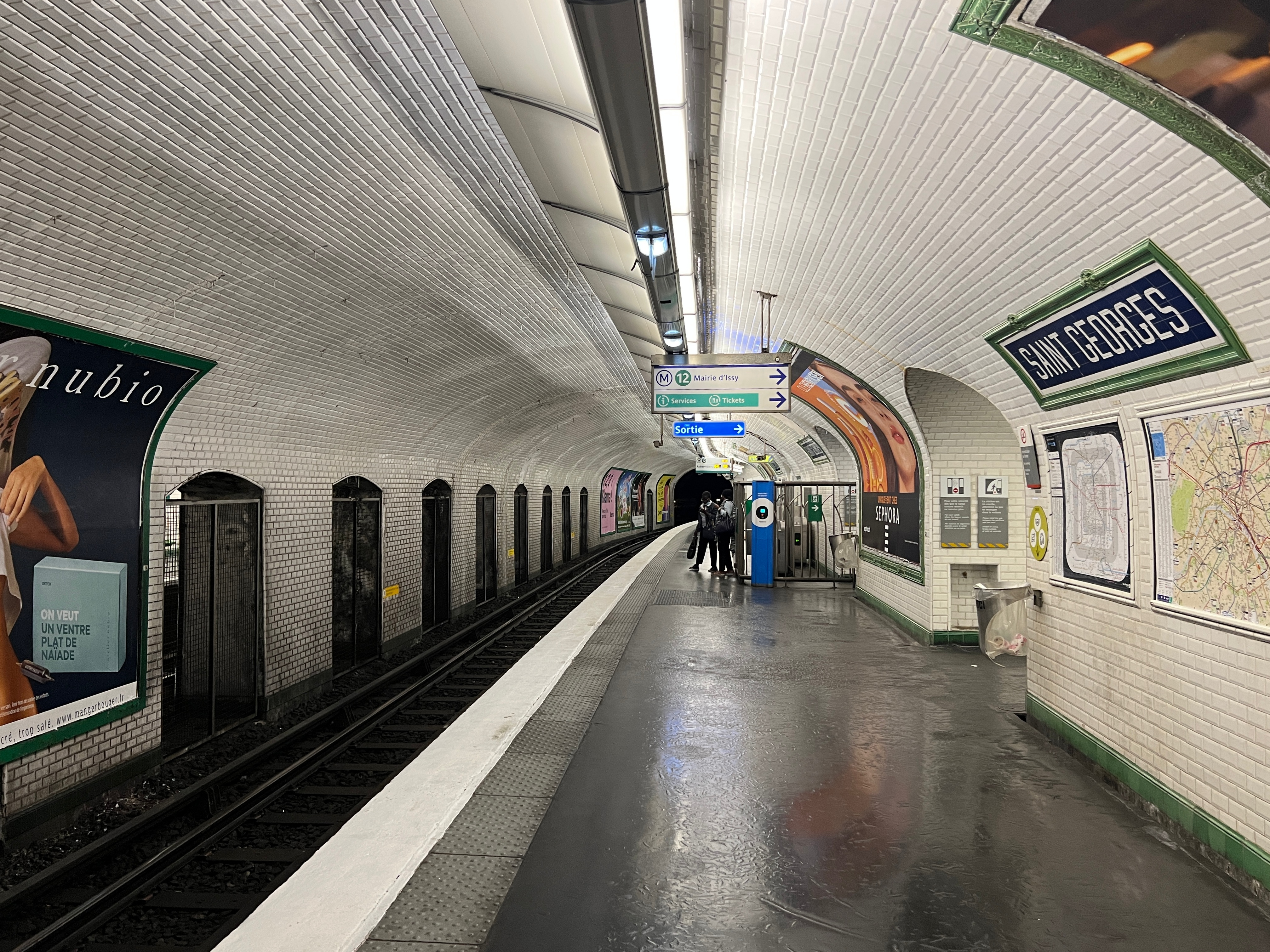
Vue du quai en direction de Mairie d'Aubervilliers.
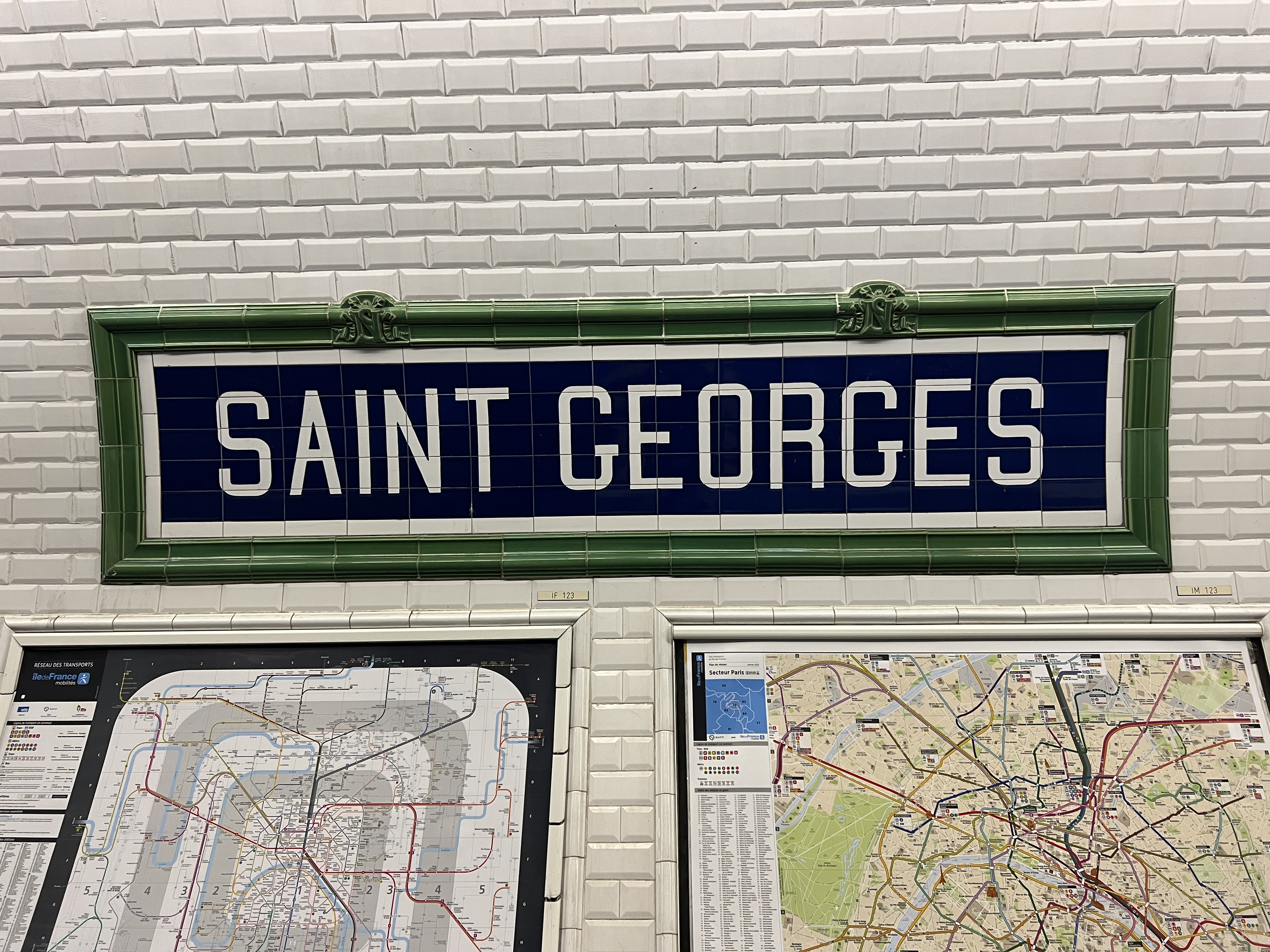
Faïence murale incorporant le nom de la station.

### Intermodalité
La station est desservie par les lignes 40 et 74 du réseau de bus RATP.

## À proximité
- Nouvelle Athènes
- Monument à Gavarni
- Fondation Dosne-Thiers
- Théâtre Saint-Georges (où furent tournées certaines scènes du film Le Dernier Métro de François Truffaut, sorti en 1980)
- Square Alex-Biscarre
- Théâtre La Bruyère
- Square d'Orléans
- Musée Gustave-Moreau
- Musée de la Vie romantique

## Filmographie
La station apparaît brièvement dans une scène avec Gilles Lellouche du film Sous le même toit, sorti en 2017.
Elle sert également de lieu de tournage lors de la première saison de la série The Walking Dead: Daryl Dixon, diffusée en 2023.